# Nissim Ze'ev
Rabín Nissim Ze'ev (hebrejsky: נסים זאב, Nisim Ze'ev, narozen 9. září 1951) je izraelský rabín, politik a poslanec za ultraortodoxní sefardskou stranu Šas, kterou od roku 1999 zastupuje v izraelském parlamentu. V letech 1983 až 1998 působil jako zástupce jeruzalémského starosty.

## Biografie
Ze'ev se narodil v Jeruzalémě a studoval v ješivě Porat Josef. V náboženských aktivitách se začal angažovat od svých sedmnácti let, kdy založil mládežnický klub „Irgun jeladim lomdej Tora“ (Sdružení dětí studujících Tóru) na počest vojáků Izraelských obranných sil, kteří zahynuli v ponorce Ejlat. V 70. letech působil jako rabín, šochet a chazan na různých místech; kromě Izraele například v Mexiku a Spojených státech. V roce 1979 založil velké duchovní centrum Nevat Jisra'el pro sefardské židovské dívky v Jeruzalémě. V létě 1983 inicioval založení neziskové organizace „Sefardské sdružení dodržovatelů Tóry“, v jehož čele sám stál.
V letech 1983 až 1998 byl zástupcem starosty Jeruzaléma a měl na starost oddělení sociálního zabezpečení. Ve volbách v roce 1999 byl poprvé zvolen poslancem Knesetu za stranu Šas. Jako poslanec byl členem řady parlamentních výborů, jmenovitě například výboru pro zahraniční věci a obranu, ústavního výboru, výboru pro právo a spravedlnost, atp. V letech 2006 až 2009 byl předsedou výboru pro válku proti drogám a alkoholu. Stavěl se proti izraelským ústupkům v rámci izraelsko-palestinského konfliktu a odmítl Šaronův plán na jednostranné stažení. Jako poslanec inicioval řadu zákonů, výběrem například zákon na zvýšení dětských přídavků, zákon na uznání práv židovských uprchlíků z arabských zemí, atd.
Poslední zmíněný zákon prošel závěrečným čtením v únoru 2010. Na základě zákona získají Židé, kteří uprchli z arabských zemí po vzniku Izraele, status uprchlíků a budou tak moci požadovat finanční kompenzace. Deník The Jerusalem Post při příležitosti schválení tohoto zákona poznamenal: „Při budoucích mírových jednání nebudou palestinští uprchlíci jediní, kdo bude požadovat kompenzace.“ Sám Ze'ev označil zákon za „historickou spravedlnost“ a poukázal na paralelní status uprchlíků, který podle něj mohou izraelští vyjednávači označit za součást „populační výměny,“ čímž by došlo k negaci základů palestinských nároků na právo na návrat.
Některé z jeho návrhů jsou však mimořádně kontroverzní. Patří mezi ně například Ze'evův návrh zřídit rehabilitační centra pro homosexuálně orientované Izraelce. Homosexuály přirovnal k drogově závislým, kteří podle něj potřebují tým psychologů a psychiatrů, jež by jim pomohli vrátit se zpět k normálnímu životu. Prohlásil rovněž, že by si homosexuálové měli být vědomi toho, „jak jejich životní styl ničí naší existenci“ a označil homosexualitu za nemorálnost.
Ve volbách v roce 2013 svůj poslanecký mandát obhájil.